# Fabian Giefer
Fabian Giefer (Adenau, 17 maggio 1990) è un calciatore tedesco, portiere del Dahlem-Schmidtheim.

## Carriera

### Club
Ha fatto il suo debutto in Bundesliga il 6 novembre 2009 contro l'Eintracht Francoforte. La sua squadra ha vinto 4-0. Il 4 giugno 2012 firma un contratto biennale con il neopromosso Fortuna Düsseldorf.
A fine stagione 2013/2014 si svincola per scadenza di contratto, e subito dopo si accasa allo Schalke 04.